# F1 22
F1 22 är ett racingspel utvecklat av Codemasters och publicerat av EA Sports. F1 22 är det officiella spelet av 2022 FIA Formula One World Championships och Formula 2 Championships. Spelet släpptes till Windows, Playstation 4, Playstation 5, Xbox One, Xbox Series X och Xbox Series S den 1 juli 2022.